# 喜望大地
株式会社喜望大地（英 : Good Hope Mother Earth Inc）は、大阪府大阪市北区に本社を置く経営コンサルティング会社。

## 概要
株式会社喜望大地(きぼうだいち)は、東京・大阪を中心に、事業再生や事業継承、M&A、資金調達、会社再建、ベンチャー育成などの経営コンサルティング事業、セミナー開催を行っている。※2020年から「非上場株式を高価売却」相談業務がメインに。幻冬舎より関連図書も出版。

## 沿革
- 2005年（平成17年）01月- 神戸市栄町通に「喜望大地経営研究会」創業
- 2005年（平成17年）07月- 小冊子「経営危機を乗り越える7つの鉄則」作成
- 2005年（平成17年）08月- 大阪市北区西天満移転
- 2007年（平成19年）01月- 大阪市北区芝田2丁目移転
- 2007年（平成19年）08月- 「喜望大地経営株式会社」に社名変更
- 2007年（平成19年）11月- 東京都中央区八重洲1丁目6に東京オフィス開設
- 2007年（平成19年）12月- 代表喜多洲山認定事業再生（CTP）資格取得
- 2009年（平成21年）08月- 資本金700,000,000円減資し、新資本金500,000,000円
- 2009年（平成21年）09月- 「株式会社喜望大地」社名変更
- 2009年（平成21年）12月- 48,888,000円増資、新資本金88,888,000円
- 2010年（平成22年）12月- コンサルタント3名認定事業再生（CTP）の資格を取得
- 2011年（平成22年）12月- コンサルタント2名認定事業再生（CTP）の資格を取得
- 2012年（平成23年）01月- 金融商品問題解決「金融クリニック」チーム開設
- 2012年（平成23年）06月- 東京オフィスを東京都中央区八重洲1丁目4に移転
- 2012年（平成23年）09月- 大阪本部オフィスを大阪市北区芝田2丁目8に移転
- 2015年（平成27年）07月- 東京オフィスを東京都港区高輪3丁目25-22に移転
- 2022年（令和4年）05月- 名古屋オフィスを愛知県名古屋市中村区名駅3丁目に開設
- 2024年（令和6年）05月- 大阪本部オフィスを大阪府大阪市北区梅田3-2-2に移転

## 事業所
- 東京オフィス